# Xanthorhoe semisignata
Xanthorhoe semisignata là một loài bướm đêm trong họ Geometridae.